# آنتراسیت
آنتراسیت (به انگلیسی: Anthracite) زغال سخت، سیاه و براقی که مرغوبترین کیفیت را دارد یعنی شامل کمترین مقدار آب و مواد فرار و بیشترین محتوی کربن است و با شعله کوچک و آبی‌رنگ و بدون دود می‌سوزد. آنتراسیت آخرین فراورده تغییر و تبدیل مواد گیاهی از طریق سلسله مراحل زغال نارس، لینیت و زغال بیتومینه است.
آنتراسیت، که اغلب به عنوان زغال‌سنگ نامیده می‌شود، زغال‌سنگی سخت و جمع و جور است که دارای یک بلور متالستیک است، و دارای بالاترین مقدار کربن، کمترین ناخالصی‌ها و بالاترین تراکم انرژی در میان تمام انواع زغال‌سنگ به جز گرافیت بوده و بالاترین رتبه از زغال‌سنگ‌هاست.
آنتراسیت بیشترین نوع زغال‌سنگ دگرگون شده است (اما هنوز هم نشان دهنده دگرگونی پایین است)، که در آن میزان کربن بین ۹۲ تا ۹۸ درصد است.
۱_ این اصطلاح برای آن دسته از انواع زغال‌سنگ استفاده می‌شود که در هنگام گرم کردن زیر نقطهٔ احتراق از بخار یا سایر بخارات هیدروکربنی خنثی نمی‌کنند. ۲_ آنتراسیت با مشکلاتی روبرو است و با شعله‌های کوتاه، آبی و دودی مواجه می‌شود.
۳_آنتراسیت به دو درجه استاندارد طبقه‌بندی می‌شود که عمدتاً در تولید برق و درجه بالا (HG) و فوق‌العاده بالا (UHG) استفاده می‌شود که استفاده اصلی آن در بخش متالورژی است. این زغال حدود ۱ درصد از ذخایر زغال‌سنگ جهانی را تشکیل داده و تنها در چند کشور در سراسر جهان استخراج می‌شود. چین اکثریت تولید جهانی آن را تشکیل می‌دهد؛ تولیدکنندگان دیگر روسیه، اوکراین، کره شمالی، آفریقای جنوبی، ویتنام، انگلستان، استرالیا، کانادا و ایالات متحده هستند. کل تولید در سال ۲۰۱۰ به ۶۷۰ میلیون تن رسید
آنتراسیت می‌تواند کدورت آب را برطرف کند و کمی هم آهن و منگنز را از بین می‌برد.

## ویژگی‌ها
- مقاومت بالا در برابر فشار
- محتوای کربن بالا
- زمان سوختن طولانی
- کمترین محتوای سولفور
- درجه دانسیته بالا

## کاربردها
- تصفیه آب
- ساخت آهنگری
- صنعت شیمیایی
- تولید کک
- صنایع فولادسازی
- تولید گرما
- گرمایش منازل
- تولید برق